# Беденак
Беденак (фр. Bedenac) насеље је и општина у западној Француској у региону Поату-Шарант, у департману Приморски Шарант која припада префектури Жонзак.
По подацима из 2011. године у општини је живело 650 становника, а густина насељености је износила 16,16 становника/km². Општина се простире на површини од 40,23 km². Налази се на средњој надморској висини од 60 метара (максималној 109 m, а минималној 44 m).

## Демографија
| 1962. | 1968. | 1975. | 1982. | 1990. | 1999. | 2011. |
| ----- | ----- | ----- | ----- | ----- | ----- | ----- |
| 397   | 475   | 437   | 431   | 494   | 509   | 650   |

График промене броја становника у току последњих година